# 蛇鯖科
蛇鯖科又稱帶鰆科，是輻鰭魚綱鱸形目鯖亞目的其中一科。

## 分布
本科分布於全世界熱帶至溫帶的深水海域皆有分布。

## 深度
水深100至700公尺。

## 特徵
本科魚體長而側扁，口大，上下頷有銳利的牙齒。二個背鰭，第一背鰭基長於第二背鰭；尾鰭為叉形尾，尾柄上有或無稜脊。鱗片較小或細小，離鰭有或無。

## 分類
本科包含16個屬24個種。當中兩個屬（棘鳞蛇鲭屬及異鱗蛇鯖屬）各包括一個種，俗稱油魚。
蛇鯖最大的種是杖蛇鯖（Thyrsites atun），長大後可長達2米。蛇鯖科的24個種分別是：

### 雙棘蛇鯖屬（Diplospinus）
- - 雙棘蛇鯖（D. multistriatus）

### 短鰭蛇鯖屬（Epinnula）
- - 長腹短鰭蛇鯖（E. magistralis）

### 蛇鯖屬（Gempylus）
- - 黑刃蛇鯖（G. serpens）

### 異鱗蛇鯖屬（Lepidocybium）
- - 異鱗蛇鯖（L. flavobrunneum，又名玉梭魚）

### 若蛇鯖屬（Nealotus）
- - 三棘若蛇鯖（N. tripes）：又稱游棘蛇鲭。

### 新蛇鯖屬（Neoepinnula）
- - 美洲新蛇鯖（N. americana）
  - 東方新蛇鯖（N. orientalis）

### 無耙蛇鯖屬（Nesiarchus）

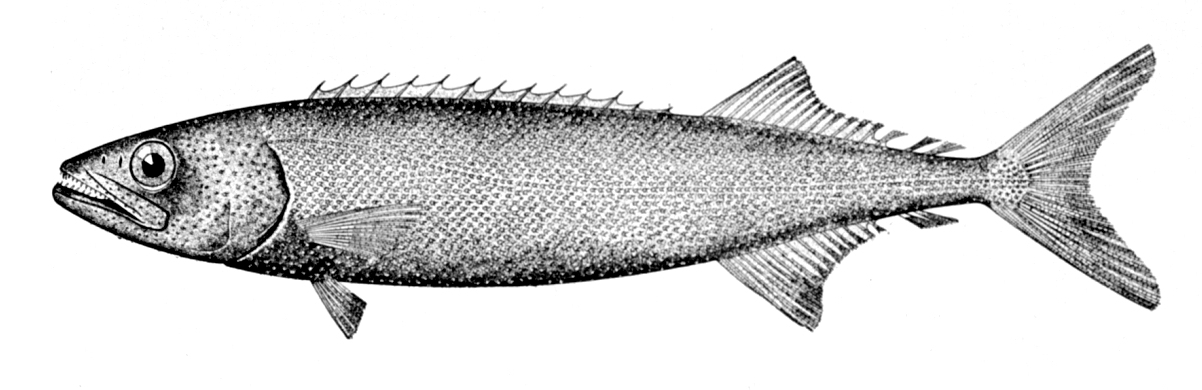
無耙蛇鯖

- - 無耙蛇鯖（N. nasutus）無耙蛇鯖：又稱直线蛇鲭。

### 副雙棘蛇鯖屬（Paradiplospinus）
- - 南極副雙棘蛇鯖（P. antarcticus）
  - 細身副雙棘蛇鯖（P. gracilis）

### 紡錘蛇鯖屬（Promethichthys）

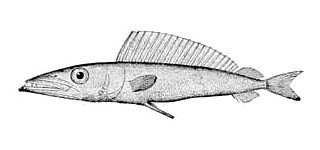
紡錘蛇鯖

- - 紡錘蛇鯖（P. prometheus）紡錘蛇鯖：又稱紫金魚。

### 短蛇鯖屬（Rexea）
- - 艾氏短蛇鯖（R. alisae）
  - 叉耙短蛇鯖（R. antefurcata）
  - 孟加拉短蛇鯖（R. bengalensis）
  - 短線短蛇鯖（R. brevilineata）
  - 中村短蛇鯖（R. nakamurai）
  - 短蛇鯖（R. prometheoides）
  - 南短蛇鯖（R. solandri）

### 皇蛇鯖屬（Rexichthys）
- - 皇蛇鯖（R. johnpaxtoni）

### 棘鳞蛇鲭屬（Ruvettus）
- - 棘鳞蛇鲭（R. pretiosus，又名油魚）

### 杖蛇鯖屬（Thyrsites）
- - 杖蛇鯖（Thyrsites atun）

### 黑鰭蛇鯖屬（Thyrsitoides）
- - 黑鰭蛇鯖（T. marleyi）：又稱尖身魣。

### 擬蛇鯖屬（Thyrsitops）
- - 白擬蛇鯖（T. lepidopoides）

### 湯加蛇鯖屬（Tongaichthys）
- - 壯體湯加蛇鯖（T. robustus）

## 生態
本科大多數種類棲息在較深海域，屬肉食性魚類，夜間會到水表層覓食，日間則回到深海中的陸棚或斜坡棲息。

## 經濟利用
為食用魚，可利用延繩釣法捕獲。